# Barcelona Open 2024 - Doppio
Il doppio del torneo di tennis professionistico Barcelona Open 2024, facente parte della categoria ATP Tour 500 nell'ambito dell'ATP Tour 2024, si è giocato al Real Club de Tenis Barcelona di Barcellona, in Spagna, dal 15 al 21 aprile 2024. Tra i partecipanti erano presenti Máximo González e Andrés Molteni, i detentori del titolo, i quali si sono confermati campioni, sconfiggendo in finale Hugo Nys e Jan Zieliński con il punteggio di 4-6, 6-4, [11-9].

## Teste di serie
1. Marcel Granollers /  Horacio Zeballos (quarti di finale)
2. Ivan Dodig /  Neal Skupski (quarti di finale)

1. Rajeev Ram /  Joe Salisbury (primo turno)
2. Santiago González /  Édouard Roger-Vasselin (quarti di finale)

## Wildcard
1. Roberto Carballés Baena /  Jaume Munar (primo turno)

1. Daniel Rincón /  Oriol Roca Batalla (primo turno)

## Qualificati
1. Tomáš Macháč /  Zhang Zhizhen (semifinale)

## Tabellone

### Legenda
| - Q = Qualificato - WC = Wild card - LL = Lucky loser | - ALT = Alternate - SE = Special Exempt - PR = Protected Ranking | - w/o = Walkover - r = Ritirato - d = Squalificato |

|  | Primo turno | Primo turno                 | Primo turno                 | Primo turno | Primo turno |  |  | Quarti di finale | Quarti di finale            | Quarti di finale     | Quarti di finale  | Quarti di finale |   |      | Semifinali | Semifinali             | Semifinali | Semifinali                     | Semifinali |   |      | Finale | Finale | Finale | Finale | Finale |  |
|  |             |                             |                             |             |             |  |  |                  |                             |                      |                   |                  |   |      |            |                        |            |                                |            |   |      |        |        |        |        |        |  |
|  | 1           | M Granollers H Zeballos     | 6                           | 5           | [10]        |  |  |                  |                             |                      |                   |                  |   |      |            |                        |            |                                |            |   |      |        |        |        |        |        |  |
|  | WC          | D Rincón O Roca Batalla     | 3                           | 7           | [5]         |  |  | 1                | M Granollers H Zeballos     | 67                   | 6                 | [5]              |   |      |            |                        |            |                                |            |   |      |        |        |        |        |        |  |
|  | WC          | R Carballés Baena J Munar   | R Carballés Baena J Munar   | 4           | 4           |  |  | Q                | T Macháč Z Zhang            | 7                    | 4                 | [10]             |   |      |            |                        |            |                                |            |   |      |        |        |        |        |        |  |
|  | Q           | T Macháč Z Zhang            | T Macháč Z Zhang            | 6           | 6           |  |  |                  |                             |                      |                   |                  |   |      | Q          | T Macháč Z Zhang       | 6          | 63                             | [4]        |   |      |        |        |        |        |        |  |
|  | 4           | S González É Roger-Vasselin | S González É Roger-Vasselin | 6           | 7           |  |  |                  |                             |                      | H Nys J Zieliński | 4                | 7 | [10] |            |                        |            |                                |            |   |      |        |        |        |        |        |  |
|  |             | A de Minaur J Thompson      | A de Minaur J Thompson      | 2           | 5           |  |  | 4                | S González É Roger-Vasselin | 3                    | 6                 | [3]              |   |      |            |                        |            |                                |            |   |      |        |        |        |        |        |  |
|  |             | S Báez TM Etcheverry        | S Báez TM Etcheverry        | 1           | 3           |  |  |                  | H Nys J Zieliński           | 6                    | 3                 | [10]             |   |      |            |                        |            |                                |            |   |      |        |        |        |        |        |  |
|  |             | H Nys J Zieliński           | H Nys J Zieliński           | 6           | 6           |  |  |                  |                             |                      |                   |                  |   |      |            | Hugo Nys Jan Zieliński | 6          | 4                              | [9]        |   |      |        |        |        |        |        |  |
|  |             | M González A Molteni        | M González A Molteni        | 6           | 7           |  |  |                  |                             |                      |                   |                  |   |      |            |                        |            | Máximo González Andrés Molteni | 4          | 6 | [11] |        |        |        |        |        |  |
|  |             | S Bolelli A Vavassori       | S Bolelli A Vavassori       | 2           | 5           |  |  |                  | M González A Molteni        | M González A Molteni | 6                 | 7                |   |      |            |                        |            |                                |            |   |      |        |        |        |        |        |  |
|  |             | W Koolhof N Mektić          | W Koolhof N Mektić          | 7           | 6           |  |  |                  | W Koolhof N Mektić          | W Koolhof N Mektić   | 3                 | 61               |   |      |            |                        |            |                                |            |   |      |        |        |        |        |        |  |
|  | 3           | R Ram J Salisbury           | R Ram J Salisbury           | 5           | 4           |  |  |                  |                             |                      |                   |                  |   |      |            | M González A Molteni   | 3          | 6                              | [11]       |   |      |        |        |        |        |        |  |
|  |             | R Haase S Tsitsipas         | R Haase S Tsitsipas         | 2           | 4           |  |  |                  |                             |                      | M Arévalo M Pavić | 6                | 3 | [9]  |            |                        |            |                                |            |   |      |        |        |        |        |        |  |
|  |             | M Arévalo M Pavić           | M Arévalo M Pavić           | 6           | 6           |  |  |                  | M Arévalo M Pavić           | M Arévalo M Pavić    | 6                 | 7                |   |      |            |                        |            |                                |            |   |      |        |        |        |        |        |  |
|  |             | J Murray M Venus            | J Murray M Venus            | 4           | 64          |  |  | 2                | I Dodig N Skupski           | I Dodig N Skupski    | 2                 | 64               |   |      |            |                        |            |                                |            |   |      |        |        |        |        |        |  |
|  | 2           | I Dodig N Skupski           | I Dodig N Skupski           | 6           | 7           |  |  |                  |                             |                      |                   |                  |   |      |            |                        |            |                                |            |   |      |        |        |        |        |        |  |

## Qualificazioni

### Teste di serie
1. Diego Hidalgo /  Cristian Rodríguez (ultimo turno)

1. Tomáš Macháč /  Zhang Zhizhen (qualificati)

### Qualificati
1. Tomáš Macháč /  Zhang Zhizhen

### Tabellone
|  | Primo turno | Primo turno                           | Primo turno                           | Primo turno | Primo turno |  |  | Ultimo turno | Ultimo turno                     | Ultimo turno                     | Ultimo turno | Ultimo turno |  |
|  |             |                                       |                                       |             |             |  |  |              |                                  |                                  |              |              |  |
|  | 1           | Diego Hidalgo Cristian Rodríguez      | Diego Hidalgo Cristian Rodríguez      | 6           | 6           |  |  |              |                                  |                                  |              |              |  |
|  |             | Arthur Fils Luca Van Assche           | Arthur Fils Luca Van Assche           | 2           | 1           |  |  | 1            | Diego Hidalgo Cristian Rodríguez | Diego Hidalgo Cristian Rodríguez | 4            | 2            |  |
|  | WC          | David Jordà Sanchis Pablo Llamas Ruiz | David Jordà Sanchis Pablo Llamas Ruiz | 3           | 0           |  |  | 2            | Tomáš Macháč Zhang Zhizhen       | Tomáš Macháč Zhang Zhizhen       | 6            | 6            |  |
|  | 2           | Tomáš Macháč Zhang Zhizhen            | Tomáš Macháč Zhang Zhizhen            | 6           | 6           |  |  |              |                                  |                                  |              |              |  |